# 1e Landingsflottielje
Het 1e Landingsflottielje (Duits: 1. Landungsflottille) was een operationele eenheid van de Duitse Kriegsmarine tijdens de Tweede Wereldoorlog. Zo’n flottielje was normaal uitgerust met onder andere 20 tot 30 stuks van de Marinefährprahm. 

## Geschiedenis

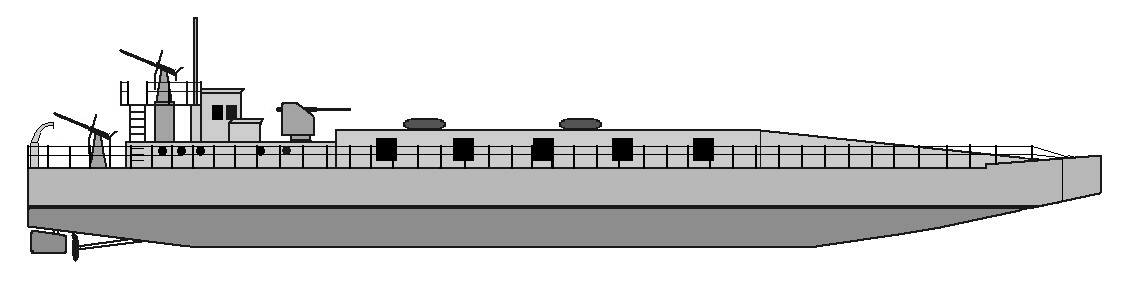
De standaarduitrusting: de Marinefährprahm

Het flottielje werd opgericht in november 1941 als Landungs-Lehr-Flottille Schwarzmeer in Varna en Constanța en werd tot 26 februari 1942 omgedoopt tot 1e Landingsflottielje.
In april 1942 werd het flottielje ingezet voor mijnlegactiviteiten om de Golf van Perekop te blokkeren. Na de verovering van Sebastopol verhuisde het flottielje daarheen. De boten werden gebruikt voor bevoorradingstransporten langs de zuidkust van de Krim. Op 21 juli 1942 werden vier MFP's van het flottielje tot zinken gebracht tijdens een Russische luchtaanval op Marioepol. Op 1/2 september 1942 nam het flottielje deel aan Operatie Blücher II: drie landingsgroepen vertrokken vanuit de Krim en landden op het schiereilend Taman elk een versterkt infanterieregiment van de 46e Infanteriedivisie. In september 1942 werd het flottielje gebruikt voor veerbootverkeer tussen Kertsj en het schiereilend Taman. In januari 1943 nam het flottielje deel aan het evacuatietransport van Duitse troepen uit de Kaukasus, ondanks hevig ijs op de vaarwegen. Negen MFP’s gingen in de eerste helft van 1943 verloren. Op 21 september 1943 nam ze deel aan het opzetten van een mijnversperring aan de kust van de Kaukasus tussen Anapa en Zheljesny Rog. Het flottielje kwam nu steeds meer in de voorste linies. In de nacht van 9 oktober 1943 maakte het flottielje zijn laatste missie naar het Koebanbruggenhoofd en verhuisde vervolgens naar Sebastopol. In november 1943 werden van de ongeveer 70 MFP's die in de Zwarte Zee operationeel waren, er minstens 35 ingezet voor bevoorradingstaken, namelijk 17 in de Straat van Kertsj, 13 in Odessa en in de monding van de Dnjepr, en 12 tussen Jalta en Sebastopol. Op 19 januari 1944 waren er van de 66 gerapporteerde MFP's in de Zwarte Zee nog maar 40 in actie. In januari werden zes nieuwe MFP’s uit Wenen in gebruik worden genomen en in februari negen nieuwe uit Linz. In maart 1944 werd 45.500 ton materiaal van de 111e Infanteriedivisie van het vasteland naar de Krim vervoerd. Op 10 april 1944 waren ook boten van het flottielje betrokken bij de evacuatie van Odessa. Van 12 tot 16 april 1944 moesten ongeveer 10.000 soldaten van het 5e Legerkorps worden verplaatst van verschillende kustplaatsen op de Krim naar Sebastopol. In de nacht van 10 mei 1944 sloten boten van het flottielje verschillende baaien af met 71 zeemijnen. In de nacht van 12 mei 1944 waren er de dramatische laatste inschepingen vanaf de Krim-kust nabij Chersonesos. De MFP’s waren totaal overbelast met tot wel 1.100 man. Het flottielje werd vervolgens ingezet voor verdere ontruimingsmissies langs de Oekraïense kust. Op 23 augustus 1944 stak Roemenië over naar Russische zijde. Een deel van de MFP’s konden noordwaarts over de Donau trekken, de rest werd door de bemanningen zelf tot zinken gebracht. Het flottielje werd ontbonden, de manschappen werden samengevat in Alarmbataljon 214 en ingezet in grondgevechten.

### Einde
Het 1e Landingsflottielje werd eind augustus 1944 opgeheven in Roemenië.

## Commandanten
| Rang            | Naam      | Begin            | Eind               |
| --------------- | --------- | ---------------- | ------------------ |
| Kapitänleutnant | Max Giele | 26 februari 1942 | eind augustus 1944 |